# Австрия на зимних Олимпийских играх 1992
Австрия принимала участие в Зимних Олимпийских играх 1992 года в Альбертвиле (Франция) в шестнадцатый раз за свою историю, и завоевала семь серебряных, шесть золотых и восемь бронзовых медалей. Сборная страны состояла из 58 спортсменов (45 мужчин, 13 женщин).
| Австрия на олимпиаде 1992 года в Альбертвиле | Австрия на олимпиаде 1992 года в Альбертвиле                | Австрия на олимпиаде 1992 года в Альбертвиле | Австрия на олимпиаде 1992 года в Альбертвиле | Австрия на олимпиаде 1992 года в Альбертвиле |
| Медали                                       | Спортсмены                                                  | Вид спорта                                   | Дисциплина                                   | Результат                                    |
| -------------------------------------------- | ----------------------------------------------------------- | -------------------------------------------- | -------------------------------------------- | -------------------------------------------- |
| Золото                                       | Петра Кронбергер                                            | Горнолыжный спорт                            | Слалом, женщины                              | 1.32.68                                      |
| Золото                                       | Петра Кронбергер                                            | Горнолыжный спорт                            | Комбинация, женщины                          | 1.25.84 / 1.09.60                            |
| Золото                                       | Дорис Нойнер                                                | Санный спорт                                 | женщины                                      | 3.06,696                                     |
| Золото                                       | Патрик Ортлиб                                               | Горнолыжный спорт                            | Скоростной спуск, мужчины                    | 1.50,37                                      |
| Золото                                       | Эрнст Веттори                                               | Прыжки на лыжах с трамплина                  | мужчины                                      | 222,8                                        |
| Золото                                       | Инго Аппельт Харальд Винклер Герхард Хайдахер Томас Шролль  | Бобслей                                      | четвёрка                                     | 3.53,90                                      |
| Серебро                                      | Мартин Хёлльварт                                            | Прыжки на лыжах с трамплина                  | мужчины                                      | 218,1                                        |
| Серебро                                      | Мартин Хёлльварт                                            | Прыжки на лыжах с трамплина                  | мужчины                                      | 266,5                                        |
| Серебро                                      | Ангелика Нойнер                                             | Санный спорт                                 | женщины                                      | 3.06,769                                     |
| Серебро                                      | Маркус Прок                                                 | Санный спорт                                 | мужчины                                      | 3.02,669                                     |
| Серебро                                      | Анита Вахтер                                                | Горнолыжный спорт                            | Гигантский слалом, женщины                   | 2.13.71                                      |
| Серебро                                      | Анита Вахтер                                                | Горнолыжный спорт                            | Комбинация, женщины                          | 1.27.25 / 1.09.51                            |
| Серебро                                      | Эрнст Веттори Хайнц Куттин Мартин Хёлльварт Андреас Фельдер | Прыжки на лыжах с трамплина                  | мужчины                                      | 642,9                                        |
| Бронза                                       | Эмеше Хуньяди                                               | Конькобежный спорт                           | 3 000 метров, женщины                        | 4.24,64                                      |
| Бронза                                       | Хайнц Куттин                                                | Прыжки на лыжах с трамплина                  | мужчины                                      | 255,0                                        |
| Бронза                                       | Гюнтер Мадер                                                | Горнолыжный спорт                            | Скоростной спуск, мужчины                    | 1.50,47                                      |
| Бронза                                       | Маркус Шмидт                                                | Санный спорт                                 | мужчины                                      | 3.02,942                                     |
| Бронза                                       | Клаус Зульценбахер                                          | Лыжное двоеборье                             | мужчины                                      |                                              |
| Бронза                                       | Михаэль Тричер                                              | Горнолыжный спорт                            | Слалом, мужчины                              | 1.44.85                                      |
| Бронза                                       | Вероника Валлингер                                          | Горнолыжный спорт                            | Скоростной спуск, женщины                    | 1.52.64                                      |
| Бронза                                       | Клаус Офнер Штефан Крайнер Клаус Зульценбахер               | Лыжное двоеборье                             | мужчины                                      |                                              |

## Состав и результаты олимпийской сборной Австрии

### Бобслей
Спортсменов — 8
Мужчины
| Соревнование | Спортсмены                                                    | 1 заезд   | 1 заезд | 2 заезд   | 2 заезд | 3 заезд   | 3 заезд | 4 заезд   | 4 заезд | Итоговый результат | Итоговое место |
| Соревнование | Спортсмены                                                    | Результат | Место   | Результат | Место   | Результат | Место   | Результат | Место   | Итоговый результат | Итоговое место |
| ------------ | ------------------------------------------------------------- | --------- | ------- | --------- | ------- | --------- | ------- | --------- | ------- | ------------------ | -------------- |
| Двойки       | Инго Аппельт Томас Шролль                                     | 1:00,46   | 8       | 1:00,87   | 1       | 1:01,09   | 4       | 1:01,25   | 6       | 4:03,67            | 4              |
| Двойки       | Герхард Райнер Томас Бахлер                                   | 1:00,33   | 4       | 1:01,20   | 9       | 1:01,18   | 6       | 1:01,29   | 7       | 4:04,00            | 8              |
| Четвёрки     | Инго Аппельт Харальд Винклер Герхард Хайдахер Томас Шролль    | 57,74     | 1       | 58,85     | 10      | 58,52     | 1       | 58,79     | 3       | 3:53,90            | 1              |
| Четвёрки     | Герхард Райнер Томас Бахлер Карстен Нентвиг Мартин Шютценауэр | 58,27     | 6       | 58,85     | 10      | 59,08     | 14      | 58,81     | 6       | 3:55,01            | 10             |